# Sullana
Sullana – miasto w północno-zachodnim Peru, w regionie Piura, nad rzeką Chira (uchodzi do Oceanu Spokojnego), przy Drodze Panamerykańskiej. Około 162,5 tys. mieszkańców.

## Współpraca
Miejscowość partnerska:
- Arlon, Belgia